# Burdignes
Burdignes település Franciaországban, Loire megyében. Lakosainak száma 409 fő (2022. január 1.). Burdignes Annonay, Boulieu-lès-Annonay, Saint-Marcel-lès-Annonay, Vanosc, Riotord, Bourg-Argental és Saint-Sauveur-en-Rue községekkel határos.

## Népesség
A település népességének változása:
| Lakosok száma | 422  | 367  | 342  | 356  | 345  | 352  | 368  | 376  | 384  | 409  |
|               | 1968 | 1982 | 1990 | 2006 | 2013 | 2015 | 2017 | 2019 | 2020 | 2022 |